# Liste der Einträge im National Register of Historic Places in Brookline (Massachusetts)

Lage des Norfolk County in Massachusetts

Die Liste der Einträge im National Register of Historic Places in Brookline in Massachusetts führt alle Bauwerke, National Historic Landmarks und Historic Districts in Brookline auf, die in das National Register of Historic Places aufgenommen wurden.
Die vorliegende Liste wurde aufgrund der Vielzahl an Einträgen in Brookline ausgelagert und ist integraler Bestandteil der Liste der Einträge im National Register of Historic Places im Norfolk County.

## Legende
| NRHP | Historic Place    |
| NHL  | Historic Landmark |
| HD   | Historic District |
| NHS  | Historic Site     |

## Aktuelle Einträge
| [ 2 ] | Name                                                             | Bild                                                             | Eintragsdatum                 | Lage | Ort       | Beschreibung                                                                               |
| ----- | ---------------------------------------------------------------- | ---------------------------------------------------------------- | ----------------------------- | --- | --------- | ------------------------------------------------------------------------------------------ |
| 1     | 1767 Milestones                                                  | 1767 Milestones                                                  | 7. Apr. 1971 ID-Nr. 71000084  | Zwischen Boston und Springfield entlang der Old Post Rd. 42° 19′ 48″ N, 71° 5′ 29″ W                                             | Brookline | Erstreckt sich über mehrere Counties in Massachusetts.                                     |
| 2     | Larz Anderson Park Historic District                             | weitere Bilder                                                   | 17. Okt. 1985 ID-Nr. 85003245 | 42° 18′ 43″ N, 71° 8′ 10″ W | Brookline | Erstreckt sich bis nach Boston.                                                            |
| 3     | Arcade Building                                                  | Arcade Building                                                  | 17. Okt. 1985 ID-Nr. 85003247 | 314–320A Harvard St. 42° 20′ 35″ N, 71° 7′ 26″ W                                                                                 | Brookline |                                                                                            |
| 4     | Beacon Street Historic District                                  | Beacon Street Historic District                                  | 17. Okt. 1985 ID-Nr. 85003322 | 42° 20′ 23″ N, 71° 7′ 56″ W | Brookline |                                                                                            |
| 5     | Beaconsfield Terraces Historic District                          | Beaconsfield Terraces Historic District                          | 17. Okt. 1985 ID-Nr. 85003248 | 42° 20′ 14,6″ N, 71° 8′ 18,3″ W                                                                                                  | Brookline |                                                                                            |
| 6     | William Ingersoll Bowditch House                                 | William Ingersoll Bowditch House                                 | 17. Okt. 1985 ID-Nr. 85003249 | 9 Toxteth St. 42° 20′ 8″ N, 71° 7′ 1″ W                                                                                          | Brookline |                                                                                            |
| 7     | Brandegee Estate                                                 | Brandegee Estate                                                 | 17. Okt. 1985 ID-Nr. 85003244 | 280 Newton St. 42° 18′ 27,7″ N, 71° 8′ 45,8″ W                                                                                   | Brookline | Erstreckt sich bis nach Boston.                                                            |
| 8     | Brookline Town Green Historic District                           | Brookline Town Green Historic District                           | 22. Juni 1980 ID-Nr. 80000650 | 42° 19′ 36″ N, 71° 7′ 53″ W | Brookline |                                                                                            |
| 9     | Brookline Village Commercial District                            | Brookline Village Commercial District                            | 22. Mai 1979 ID-Nr. 79000364  | 42° 20′ 0″ N, 71° 7′ 16″ W | Brookline |                                                                                            |
| 10    | Building at 30-34 Station Street                                 | Building at 30-34 Station Street                                 | 17. Okt. 1985 ID-Nr. 85003250 | 30–34 Station St. 42° 19′ 58,7″ N, 71° 7′ 0,8″ W                                                                                 | Brookline |                                                                                            |
| 11    | Lewis Cabot Estate                                               | Lewis Cabot Estate                                               | 17. Okt. 1985 ID-Nr. 85003251 | 514 Warren St. 42° 19′ 21,2″ N, 71° 8′ 35″ W                                                                                     | Brookline | Nicht mehr existent.                                                                       |
| 12    | Candler Cottage                                                  | Candler Cottage                                                  | 17. Okt. 1985 ID-Nr. 85003252 | 447 Washington St. 42° 20′ 8″ N, 71° 7′ 31″ W                                                                                    | Brookline |                                                                                            |
| 13    | Chestnut Hill Historic District                                  | Chestnut Hill Historic District                                  | 17. Okt. 1985 ID-Nr. 85003253 | 42° 19′ 36″ N, 71° 9′ 32″ W | Brookline |                                                                                            |
| 14    | Isaac Child House                                                | Isaac Child House                                                | 17. Okt. 1985 ID-Nr. 85003254 | 209 Newton St. 42° 18′ 38″ N, 71° 8′ 38″ W                                                                                       | Brookline |                                                                                            |
| 15    | Timothy Corey House No. 1                                        | Timothy Corey House No. 1                                        | 17. Okt. 1985 ID-Nr. 85003255 | 808 Washington St. 42° 20′ 29″ N, 71° 8′ 22″ W                                                                                   | Brookline |                                                                                            |
| 16    | Timothy Corey House No. 2                                        | Timothy Corey House No. 2                                        | 17. Okt. 1985 ID-Nr. 85003256 | 786–788 Washington St. 42° 20′ 29″ N, 71° 8′ 21″ W                                                                               | Brookline |                                                                                            |
| 17    | Cottage Farm Historic District                                   | Cottage Farm Historic District                                   | 29. März 1978 ID-Nr. 78000455 | 42° 20′ 51″ N, 71° 6′ 44″ W | Brookline |                                                                                            |
| 18    | Cypress-Emerson Historic District                                | Cypress-Emerson Historic District                                | 17. Okt. 1985 ID-Nr. 85003257 | 42° 19′ 58,4″ N, 71° 7′ 21″ W | Brookline |                                                                                            |
| 19    | Robert S. Davis House                                            | Robert S. Davis House                                            | 17. Okt. 1985 ID-Nr. 85003259 | 50 Stanton Rd. 42° 20′ 3″ N, 71° 7′ 37″ W                                                                                        | Brookline |                                                                                            |
| 20    | Thomas Aspinwall Davis House                                     | Thomas Aspinwall Davis House                                     | 17. Okt. 1985 ID-Nr. 85003260 | 29 Linden Pl. 42° 20′ 6″ N, 71° 7′ 2,1″ W                                                                                        | Brookline |                                                                                            |
| 21    | Edward Devotion House                                            | Edward Devotion House                                            | 14. Feb. 1978 ID-Nr. 78002835 | 347 Harvard St. 42° 20′ 39″ N, 71° 7′ 29″ W                                                                                      | Brookline |                                                                                            |
| 22    | Alfred Douglass House                                            | Alfred Douglass House                                            | 17. Okt. 1985 ID-Nr. 85003261 | 76 Fernwood Rd. 42° 18′ 41″ N, 71° 8′ 33″ W                                                                                      | Brookline | Nicht mehr existent; im Register unzutreffend unter der Adresse 157 Clyde St. eingetragen. |
| 23    | The Dutch House                                                  | The Dutch House                                                  | 24. Jan. 1986 ID-Nr. 86000093 | 20 Netherlands Rd. 42° 20′ 9,3″ N, 71° 6′ 44,8″ W                                                                                | Brookline |                                                                                            |
| 24    | Gen. Simon Elliot House                                          | Gen. Simon Elliot House                                          | 17. Okt. 1985 ID-Nr. 85003262 | 61 Heath St. 42° 19′ 29″ N, 71° 8′ 42″ W                                                                                         | Brookline |                                                                                            |
| 25    | Emmett Cottage                                                   | Emmett Cottage                                                   | 17. Okt. 1985 ID-Nr. 85003263 | 217 Freeman St. 42° 20′ 52″ N, 71° 7′ 13″ W                                                                                      | Brookline |                                                                                            |
| 26    | Fernwood                                                         | Fernwood                                                         | 17. Okt. 1985 ID-Nr. 85003264 | 155 Clyde St. 42° 19′ 14″ N, 71° 8′ 50″ W                                                                                        | Brookline |                                                                                            |
| 27    | Fire Station No. 7                                               | Fire Station No. 7                                               | 17. Okt. 1985 ID-Nr. 85003265 | 665 Washington St. 42° 20′ 19″ N, 71° 8′ 2″ W                                                                                    | Brookline |                                                                                            |
| 28    | Fisher Hill Historic District                                    | Fisher Hill Historic District                                    | 17. Okt. 1985 ID-Nr. 85003266 | 42° 19′ 52″ N, 71° 8′ 29″ W | Brookline |                                                                                            |
| 29    | Fisher Hill Reservoir and Gatehouse                              | Fisher Hill Reservoir and Gatehouse                              | 18. Jan. 1990 ID-Nr. 89002254 | Fisher Rd. 42° 19′ 45″ N, 71° 8′ 37″ W                                                                                           | Brookline |                                                                                            |
| 30    | Dr. Tappan Eustis Francis House                                  | Dr. Tappan Eustis Francis House                                  | 17. Okt. 1985 ID-Nr. 85003267 | 35 Davis Ave. 42° 19′ 57″ N, 71° 7′ 14″ W                                                                                        | Brookline |                                                                                            |
| 31    | Peter Fuller Building                                            | Peter Fuller Building                                            | 17. Okt. 1985 ID-Nr. 85003269 | 808 Commonwealth Ave. 42° 21′ 1″ N, 71° 6′ 19″ W                                                                                 | Brookline |                                                                                            |
| 32    | John Goddard House                                               | John Goddard House                                               | 17. Okt. 1985 ID-Nr. 85003270 | 235 Goddard Ave. 42° 18′ 54″ N, 71° 8′ 11″ W                                                                                     | Brookline |                                                                                            |
| 33    | Graffam Development Historic District                            | Graffam Development Historic District                            | 17. Okt. 1985 ID-Nr. 85003271 | 42° 20′ 56″ N, 71° 7′ 4″ W | Brookline |                                                                                            |
| 34    | Green Hill Historic District                                     | Green Hill Historic District                                     | 17. Okt. 1985 ID-Nr. 85003272 | 42° 19′ 18″ N, 71° 7′ 59″ W | Brookline |                                                                                            |
| 35    | Hammond Pond Parkway                                             | Hammond Pond Parkway                                             | 18. März 2004 ID-Nr. 04000250 | Hammond Pond Parkway 42° 19′ 16″ N, 71° 10′ 20″ W                                                                                | Brookline |                                                                                            |
| 36    | John Harris House and Farm                                       | John Harris House and Farm                                       | 17. Okt. 1985 ID-Nr. 85003246 | 284 Newton St. 42° 18′ 19,1″ N, 71° 8′ 35,5″ W                                                                                   | Brookline | Erstreckt sich bis nach Boston.                                                            |
| 37    | Charles Heath House                                              | Charles Heath House                                              | 17. Okt. 1985 ID-Nr. 85003273 | 12 Heath Hill 42° 19′ 33″ N, 71° 8′ 34″ W                                                                                        | Brookline |                                                                                            |
| 38    | Ebenezer Heath House                                             | Ebenezer Heath House                                             | 17. Okt. 1985 ID-Nr. 85003274 | 30 Heath St. 42° 19′ 31″ N, 71° 8′ 36″ W                                                                                         | Brookline |                                                                                            |
| 39    | Holyhood Cemetery                                                | Holyhood Cemetery                                                | 17. Okt. 1985 ID-Nr. 85003275 | Heath St. 42° 19′ 12″ N, 71° 10′ 3″ W                                                                                            | Brookline |                                                                                            |
| 40    | Hotel Adelaide                                                   | Hotel Adelaide                                                   | 17. Okt. 1985 ID-Nr. 85003276 | 13–21 High St. 42° 19′ 51″ N, 71° 7′ 6″ W                                                                                        | Brookline |                                                                                            |
| 41    | Hotel Kempsford                                                  | Hotel Kempsford                                                  | 17. Okt. 1985 ID-Nr. 85003277 | 72 Walnut St. 42° 19′ 50″ N, 71° 7′ 8″ W                                                                                         | Brookline |                                                                                            |
| 42    | House at 105 Marion Street                                       | House at 105 Marion Street                                       | 17. Okt. 1985 ID-Nr. 85003278 | 105 Marion St. 42° 19′ 51″ N, 71° 7′ 29″ W                                                                                       | Brookline |                                                                                            |
| 43    | House at 12 Linden Street                                        | House at 12 Linden Street                                        | 17. Okt. 1985 ID-Nr. 85003279 | 12 Linden St. 42° 20′ 4″ N, 71° 7′ 7″ W                                                                                          | Brookline |                                                                                            |
| 44    | House at 12 Vernon Street                                        | House at 12 Vernon Street                                        | 17. Okt. 1985 ID-Nr. 85003280 | 12 Vernon St. 42° 20′ 18″ N, 71° 7′ 22″ W                                                                                        | Brookline |                                                                                            |
| 45    | House at 12-16 Corey Road                                        | House at 12-16 Corey Road                                        | 17. Okt. 1985 ID-Nr. 85003281 | 12–16 Corey Rd. 42° 20′ 17″ N, 71° 8′ 35″ W                                                                                      | Brookline |                                                                                            |
| 46    | House at 155 Reservoir                                           | House at 155 Reservoir                                           | 17. Okt. 1985 ID-Nr. 85003282 | 155 Reservoir Rd. 42° 19′ 39,5″ N, 71° 8′ 58,9″ W                                                                                | Brookline |                                                                                            |
| 47    | House at 156 Mason Terrace                                       | House at 156 Mason Terrace                                       | 17. Okt. 1985 ID-Nr. 85003283 | 156 Mason Terr. 42° 20′ 33″ N, 71° 7′ 47″ W                                                                                      | Brookline |                                                                                            |
| 48    | House at 19 Linden Street                                        | House at 19 Linden Street                                        | 17. Okt. 1985 ID-Nr. 85003284 | 19 Linden St. 42° 20′ 3″ N, 71° 7′ 4″ W                                                                                          | Brookline |                                                                                            |
| 49    | House at 25 Stanton Road                                         | House at 25 Stanton Road                                         | 17. Okt. 1985 ID-Nr. 85003285 | 25 Stanton Rd. 42° 20′ 3″ N, 71° 7′ 31″ W                                                                                        | Brookline |                                                                                            |
| 50    | House at 38-40 Webster Place                                     | House at 38-40 Webster Place                                     | 17. Okt. 1985 ID-Nr. 85003286 | 38–40 Webster Pl. 42° 19′ 59″ N, 71° 6′ 57″ W                                                                                    | Brookline |                                                                                            |
| 51    | House at 4 Perry Street                                          | House at 4 Perry Street                                          | 17. Okt. 1985 ID-Nr. 85003287 | 4 Perry St. 42° 20′ 7″ N, 71° 7′ 4″ W                                                                                            | Brookline |                                                                                            |
| 52    | House at 44 Linden Street                                        | House at 44 Linden Street                                        | 17. Okt. 1985 ID-Nr. 85003288 | 44 Linden St. 42° 20′ 5″ N, 71° 7′ 2″ W                                                                                          | Brookline |                                                                                            |
| 53    | House at 44 Stanton Road                                         | House at 44 Stanton Road                                         | 17. Okt. 1985 ID-Nr. 85003289 | 44 Stanton Rd. 42° 20′ 2″ N, 71° 7′ 37″ W                                                                                        | Brookline |                                                                                            |
| 54    | House at 5 Lincoln Road                                          | House at 5 Lincoln Road                                          | 17. Okt. 1985 ID-Nr. 85003290 | 5 Lincoln Rd. 42° 20′ 2″ N, 71° 7′ 33″ W                                                                                         | Brookline |                                                                                            |
| 55    | House at 53 Linden Street                                        | House at 53 Linden Street                                        | 17. Okt. 1985 ID-Nr. 85003291 | 53 Linden St. 42° 20′ 4,2″ N, 71° 6′ 58,8″ W                                                                                     | Brookline |                                                                                            |
| 56    | House at 83 Penniman Place                                       | House at 83 Penniman Place                                       | 17. Okt. 1985 ID-Nr. 85003292 | 83 Penniman Pl. 42° 19′ 54″ N, 71° 8′ 54″ W                                                                                      | Brookline | 2009 nach einem Brand abgerissen.                                                          |
| 57    | House at 89 Rawson Road and 86 Colburne Crescent                 | House at 89 Rawson Road and 86 Colburne Crescent                 | 17. Okt. 1985 ID-Nr. 85003302 | 89 Rawson Rd. und 86 Colburne Crescent 42° 20′ 5″ N, 71° 8′ 2″ W                                                                 | Brookline |                                                                                            |
| 58    | House at 9 Linden Street                                         | House at 9 Linden Street                                         | 17. Okt. 1985 ID-Nr. 85003293 | 9 Linden St. 42° 20′ 4″ N, 71° 7′ 8″ W                                                                                           | Brookline |                                                                                            |
| 59    | Houses at 76-96 Harvard Avenue                                   | Houses at 76-96 Harvard Avenue                                   | 17. Okt. 1985 ID-Nr. 85003294 | 76–96 Harvard Ave. 42° 20′ 13″ N, 71° 7′ 32″ W                                                                                   | Brookline |                                                                                            |
| 60    | Thaddeus Jackson House                                           | Thaddeus Jackson House                                           | 17. Okt. 1985 ID-Nr. 85003295 | 15 Alberta Rd. 42° 18′ 20,9″ N, 71° 9′ 15,8″ W                                                                                   | Brookline |                                                                                            |
| 61    | John Fitzgerald Kennedy National Historic Site                   | weitere Bilder                                                   | 26. Mai 1967 ID-Nr. 67000001  | 83 Beals St. 42° 20′ 53,2″ N, 71° 7′ 34″ W                                                                                       | Brookline |                                                                                            |
| 62    | Kilsyth Terrace                                                  | Kilsyth Terrace                                                  | 17. Okt. 1985 ID-Nr. 85003296 | 15–27 Kilsyth Rd. 42° 19′ 45″ N, 71° 8′ 39″ W                                                                                    | Brookline |                                                                                            |
| 63    | Linden Park                                                      | Linden Park                                                      | 17. Okt. 1985 ID-Nr. 85003297 | Linden Pl. und Linden St. 42° 20′ 37″ N, 71° 7′ 9″ W                                                                             | Brookline |                                                                                            |
| 64    | Linden Square                                                    | Linden Square                                                    | 17. Okt. 1985 ID-Nr. 85003298 | Linden Pl. 42° 20′ 6″ N, 71° 7′ 2″ W                                                                                             | Brookline |                                                                                            |
| 65    | Longwood Historic District                                       | Longwood Historic District                                       | 13. Sep. 1978 ID-Nr. 78000460 | 42° 20′ 32″ N, 71° 6′ 40″ W | Brookline |                                                                                            |
| 66    | Lynch-O’Gorman House                                             | Lynch-O’Gorman House                                             | 17. Okt. 1985 ID-Nr. 85003299 | 41 Mason Terr. 42° 20′ 26″ N, 71° 7′ 56″ W                                                                                       | Brookline |                                                                                            |
| 67    | Milestone                                                        | Milestone                                                        | 17. Okt. 1985 ID-Nr. 85003300 | Harvard St. 42° 20′ 24″ N, 71° 7′ 17″ W                                                                                          | Brookline | Dieser Meilenstein ist ebenfalls Bestandteil des Eintrags 1767 Milestones.                 |
| 68    | George R. Minot House                                            | George R. Minot House                                            | 7. Jan. 1976 ID-Nr. 76001976  | 71 Sears Rd. 42° 19′ 3″ N, 71° 8′ 21,1″ W                                                                                        | Brookline |                                                                                            |
| 69    | William Murphy House                                             | William Murphy House                                             | 17. Okt. 1985 ID-Nr. 85003303 | 97 Sewall Ave. 42° 20′ 30,1″ N, 71° 7′ 1,9″ W                                                                                    | Brookline |                                                                                            |
| 70    | Olmsted Park System                                              | Olmsted Park System                                              | 8. Dez. 1971 ID-Nr. 71000086  | Bestehend aus Back Bay Fens, Muddy River, Olmsted Park, Jamaica Pond, Arborway und Franklin Park 42° 20′ 43,1″ N, 71° 5′ 44,9″ W | Brookline | Erstreckt sich bis nach Boston.                                                            |
| 71    | Frederick Law Olmsted House National Historic Site               | weitere Bilder                                                   | 15. Okt. 1966 ID-Nr. 66000780 | 99 Warren St. 42° 19′ 31,1″ N, 71° 7′ 58,1″ W                                                                                    | Brookline |                                                                                            |
| 72    | Rev. John Orrock House                                           | Rev. John Orrock House                                           | 17. Okt. 1985 ID-Nr. 85003304 | 64 Winchester St. 42° 20′ 33″ N, 71° 7′ 51″ W                                                                                    | Brookline |                                                                                            |
| 73    | Paine Estate                                                     | Paine Estate                                                     | 17. Okt. 1985 ID-Nr. 85003305 | 325 Heath St. 42° 19′ 21″ N, 71° 9′ 15″ W                                                                                        | Brookline |                                                                                            |
| 74    | Perkins Estate                                                   | Perkins Estate                                                   | 17. Okt. 1985 ID-Nr. 85003306 | 450 Warren St. 42° 19′ 14″ N, 71° 8′ 39″ W                                                                                       | Brookline |                                                                                            |
| 75    | Pill Hill Historic District                                      | Pill Hill Historic District                                      | 16. Dez. 1977 ID-Nr. 77000187 | 42° 19′ 41″ N, 71° 7′ 14″ W | Brookline |                                                                                            |
| 76    | Reservoir Park                                                   | Reservoir Park                                                   | 17. Okt. 1985 ID-Nr. 85003307 | Boylston St. 42° 19′ 35″ N, 71° 8′ 12″ W                                                                                         | Brookline |                                                                                            |
| 77    | Richmond Court                                                   | Richmond Court                                                   | 18. Juli 1985 ID-Nr. 85001575 | 1209–1217 Beacon St. 42° 20′ 35″ N, 71° 6′ 59″ W                                                                                 | Brookline |                                                                                            |
| 78    | Ritchie Building                                                 | Ritchie Building                                                 | 17. Okt. 1985 ID-Nr. 85003308 | 112 Cypress St. 42° 19′ 51″ N, 71° 7′ 34″ W                                                                                      | Brookline |                                                                                            |
| 79    | Roughwood                                                        | Roughwood                                                        | 17. Okt. 1985 ID-Nr. 85003309 | 400 Heath St. 42° 19′ 13″ N, 71° 9′ 30″ W                                                                                        | Brookline | Heute Campus des Pine Manor College.                                                       |
| 80    | Saint Aidan’s Church and Rectory                                 | Saint Aidan’s Church and Rectory                                 | 17. Okt. 1985 ID-Nr. 85003310 | 207 Freeman und 158 Pleasant Sts. 42° 20′ 51″ N, 71° 7′ 11″ W                                                                    | Brookline |                                                                                            |
| 81    | St. Mark’s Methodist Church                                      | St. Mark’s Methodist Church                                      | 17. Dez. 1976 ID-Nr. 76000268 | 90 Park St. 42° 20′ 21″ N, 71° 7′ 31″ W                                                                                          | Brookline |                                                                                            |
| 82    | Saint Mary of the Assumption Church, Rectory, School and Convent | Saint Mary of the Assumption Church, Rectory, School and Convent | 17. Okt. 1985 ID-Nr. 85003311 | 67 Harvard St. sowie 3 und 5 Linden Pl. 42° 20′ 6″ N, 71° 7′ 11″ W                                                               | Brookline |                                                                                            |
| 83    | Saint Paul’s Church, Chapel, and Parish House                    | Saint Paul’s Church, Chapel, and Parish House                    | 17. Okt. 1985 ID-Nr. 85003312 | 15 und 27 Saint Paul St. sowie 104 Aspinwall Ave. 42° 20′ 14,2″ N, 71° 7′ 5,7″ W                                                 | Brookline |                                                                                            |
| 84    | Saint Paul’s Rectory                                             | Saint Paul’s Rectory                                             | 17. Okt. 1985 ID-Nr. 85003313 | 130 Aspinwall Ave. 42° 20′ 14,3″ N, 71° 7′ 4,1″ W                                                                                | Brookline |                                                                                            |
| 85    | Sargent’s Pond                                                   | Sargent’s Pond                                                   | 17. Okt. 1985 ID-Nr. 85003314 | Sargent Rd. 42° 19′ 16,6″ N, 71° 7′ 39,7″ W                                                                                      | Brookline |                                                                                            |
| 86    | Second Unitarian Church                                          | Second Unitarian Church                                          | 17. Okt. 1985 ID-Nr. 85003315 | 11 Charles St. 42° 21′ 6″ N, 71° 7′ 46″ W                                                                                        | Brookline |                                                                                            |
| 87    | Eliphalet Spurr House                                            | Eliphalet Spurr House                                            | 17. Okt. 1985 ID-Nr. 85003316 | 103 Walnut St. 42° 19′ 52″ N, 71° 7′ 9″ W                                                                                        | Brookline |                                                                                            |
| 88    | James H. Standish House                                          | James H. Standish House                                          | 17. Okt. 1985 ID-Nr. 85003317 | 54 Francis St. 42° 20′ 19″ N, 71° 6′ 57″ W                                                                                       | Brookline |                                                                                            |
| 89    | Strathmore Road Historic District                                | Strathmore Road Historic District                                | 17. Okt. 1985 ID-Nr. 85003318 | Strathmore Rd. und Clinton Path 42° 20′ 10″ N, 71° 8′ 48″ W                                                                      | Brookline |                                                                                            |
| 90    | Winand Toussaint House                                           | Winand Toussaint House                                           | 17. Okt. 1985 ID-Nr. 85003319 | 203 Aspinwall Ave. 42° 20′ 9″ N, 71° 6′ 56″ W                                                                                    | Brookline |                                                                                            |
| 91    | Town Stable                                                      | Town Stable                                                      | 17. Okt. 1985 ID-Nr. 85003320 | 235 Cypress St. 42° 20′ 39″ N, 71° 7′ 29″ W                                                                                      | Brookline |                                                                                            |
| 92    | William F. Tuckerman House                                       | William F. Tuckerman House                                       | 17. Okt. 1985 ID-Nr. 85003321 | 63 Harvard Ave. 42° 20′ 12″ N, 71° 7′ 27″ W                                                                                      | Brookline |                                                                                            |
| 93    | Ginery Twichell House                                            | Ginery Twichell House                                            | 17. Okt. 1985 ID-Nr. 85003240 | 17 Kent St. 42° 19′ 59,3″ N, 71° 7′ 5,1″ W                                                                                       | Brookline |                                                                                            |
| 94    | VFW Parkway                                                      | VFW Parkway                                                      | 5. Jan. 2005 ID-Nr. 04001432  | VFW Parkway 42° 17′ 10″ N, 71° 9′ 31″ W                                                                                          | Brookline | Liegt zum größten Teil auf Bostoner Stadtgebiet.                                           |
| 95    | Walnut Hills Cemetery                                            | Walnut Hills Cemetery                                            | 17. Okt. 1985 ID-Nr. 85003241 | Grove St. und Allandale Rd. 42° 18′ 10″ N, 71° 8′ 50″ W                                                                          | Brookline |                                                                                            |
| 96    | West Roxbury Parkway                                             | West Roxbury Parkway                                             | 19. Jan. 2006 ID-Nr. 05001528 | West Roxbury Parkway 42° 18′ 10″ N, 71° 9′ 11″ W                                                                                 | Brookline | Erstreckt sich bis nach Boston.                                                            |
| 97    | White Place Historic District                                    | White Place Historic District                                    | 17. Okt. 1985 ID-Nr. 85003243 | White Pl. 42° 19′ 22″ N, 71° 7′ 10″ W                                                                                            | Brookline |                                                                                            |
| 98    | Benjamin White House                                             | Benjamin White House                                             | 17. Okt. 1985 ID-Nr. 85003242 | 203 Heath St. 42° 19′ 20″ N, 71° 8′ 58″ W                                                                                        | Brookline |                                                                                            |